# Инфраструктурная облигация
Инфраструктурная облигация — облигация, выпускаемая частными корпорациями или государственными компаниями для финансирования строительства инфраструктурного объекта (автомобильной дороги, порта, железной дороги, аэровокзала и т. д.). Как правило, эмитент таких бумаг после строительства инфраструктурного объекта получает его в концессию на некоторое время (чаще всего несколько десятков лет), и соответственно пользование данным объектом для третьих лиц может быть платным (например, платная дорога). Достаточно часто государство (или несколько государств), на территории которого строится данный объект, предоставляет гарантии по выпускаемым облигациям, что делает их привлекательными для большего числа участников рынка, так как снижает риск. Из-за длительного срока окупаемости инфраструктурных объектов, срок обращения облигаций также достаточно большой (часто несколько десятков лет).

## Инфраструктурные облигации в России
Согласно проекту федерального закона Об особенностях инвестирования в инфраструктуру с использованием инфраструктурных облигаций.

Инфраструктурная облигация – облигация, эмитируемая специализированной проектной организацией с целью привлечения денежных средств, предназначенных для финансирования создания и (или) реконструкции инфраструктуры, исполнение обязательств по которой обеспечено в размере и порядке, предусмотренных настоящим Федеральным законом.

Инфраструктурные облигации в большей степени не юридический термин, а экономическая категория, показывающая, что те или иные облигации связаны с проектами определенного типа.
Первые три проекта строительства платных автодорог с использованием финансирования инфраструктурных облигаций:
- Дорога соединяющая Санкт-Петербург и Москву, дублёр существующей М10
- Западный скоростной диаметр (в Санкт-Петербурге)
- Дублёр М-1 «Беларусь» Москва-Минск, инвестор ОАО «Главная дорога»

6 мая 2010 года зарегистрирован первый выпуск инфраструктурных документарных неконвертируемых облигаций ОАО «Главная дорога» серии 01 с государственным регистрационным номером 4-01-12755-А объёмом эмиссии 300 тыс. шт. номиналом 1 тыс. руб. сроком обращения 1 год. 26 мая 2010 года Рейтинговое агентство АК&M присвоило этому облигационному выпуску рейтинг по национальной шкале на уровне «А» со стабильными перспективами.